# Chersonissos
Chersonissos (tiếng Hy Lạp: ?) là một khu tự quản ở vùng Kríti, Hy Lạp. Khu tự quản Chersonissos có diện tích 272 km², dân số theo điều tra ngày 18 tháng 3 năm 2001 là 23864 người.